# King Arthur (Spiel)
King Arthur ist ein Gesellschaftsspiel von Reiner Knizia, in welchem die Spieler die Rolle eines Ritters der Arthussage annehmen und um die Krone Englands kämpfen. Der Ravensburger Spieleverlag integrierte in diesem Spiel erstmals die vom Verlag sogenannte Touch-and-Play-Technologie, welche herkömmliche Brettspiele mit den Eigenschaften modernen Elektronikspielzeuges kombinieren soll.

## Touch and Play

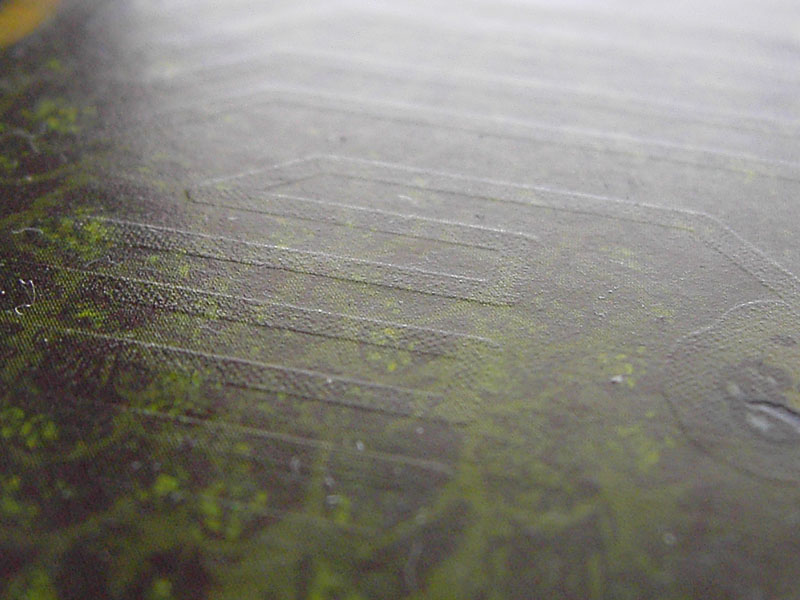
Die Leiterbahnen auf dem Spielfeld sind nur bei genauem Hinsehen im Gegenlicht erkennbar.

Die nach 15 Monaten Entwicklungszeit und von der Innovision-Gruppe lizenzierte Touch and Play-Technologie soll das Spielgefühl herkömmlicher Brettspiele mit den Vorzügen – insbesondere der besseren Interaktivität – von elektronischem Spielzeug vereinen. Dazu ist das Spielbrett mit Leiterbahnen in Form von spezieller leitender Farbe versehen, welche Kontaktflächen auf dem Spielbrett bilden, die mit einer zentralen elektronischen Einheit auf dem Spielplan verbunden sind.
Um einen Spielzug zu tätigen, stellt der Spieler seinen Spielstein auf das entsprechende Feld. Während die eine Hand des Spielers nun Kontakt zur Spielfigur haben muss, berührt der Spieler mit einem Finger der anderen Hand eines von mehreren Aktionsfeldern auf dem Spielbrett, welche die Art des Spielzuges angeben. Durch die so geschlossenen Kontakte entsteht ein Stromkreis von der zentralen elektronischen Einheit zum Kontakt, auf dem die Spielfigur steht, durch die Spielfigur und den Spieler, anschließend über das Aktionsfeld erneut ins Spielbrett zurück zur elektronischen Einheit. Diese kann nun feststellen, auf welchem Teil des Spielfeldes welcher Spielzug ausgeführt werden soll. Weiterhin ist durch unterschiedliche elektronische Eigenschaften der Spielfiguren auch eine Unterscheidung zwischen diesen möglich. Über eine Sprachausgabe und ein Display kann die zentrale elektronische Einheit anschließend weitere Informationen oder Anweisungen geben.
Betrieben wird das Spiel mit vier handelsüblichen Mignon-Batterien. Die verwendete elektrische Spannung ist dabei derart niedrig, dass sie für den Menschen nicht mehr spürbar ist.

## Spielablauf
Nachdem sich die Spieler reihum bei der Elektronik angemeldet haben, erklärt das Spiel mit der Rolle Merlins das Spielziel. Es soll eine bestimmte Anzahl Ruhmespunkte gesammelt werden. Weiterhin werden als Siegbedingung ein Ross, eine Rüstung sowie eine Lanze benötigt.
Die Spielzüge werden reihum ausgeführt und bestehen im Wesentlichen aus dem Erkunden einer Region (Markt, Höhle, Ufer, Turnierplatz, …). Es kann dabei nur auf benachbarte Felder gezogen werden, wobei man die Wahl zwischen Erkundung und Durchreise hat. Bei Erkundung spricht eine von insgesamt 47 im Spiel vorkommenden Personen zu dem Spieler und schlägt ihm einen Handel vor, macht ihm ein Geschenk, stellt eine Bitte oder greift ihn an. In letzterem Fall kann der Spieler zwischen Kampf und Flucht wählen, wobei sich meist ein Kampf anbietet, da gewonnene Kämpfe Ruhmespunkte geben. Die als Siegbedingung geforderten Ausrüstungsgegenstände erhält man von bestimmten Händlern, welche eine unterschiedliche Anzahl Rohstoffe verlangen, die man in Dörfern oder auf Märkten erhalten kann.
Gewonnen hat, wer zuerst mit allen geforderten Gegenständen und Ruhmespunkten zum Startfeld zurückkehrt.

## Kritik
Betreffend dem neuartigen Spielkonzept gehen die Meinungen der Spieler auseinander. Vorteilhaft sind die nur kurze Erklärphase, da das Spiel einen selbsterklärenden Charakter hat und die einzelnen Ereignisse per Sprache näher erläutern kann. Weiterhin übt das Spiel einen gewissen Reiz dadurch aus, dass die einzelnen Ereignisse nicht wie Spielkarten in herkömmlichen Spielen einsehbar sind. So können nach mehreren Partien immer noch Ereignisse auftreten, welche die Spieler noch nicht kennen. Umgekehrt wird die dadurch entstehende Unberechenbarkeit kritisiert. Je nach von der Elektronik zufällig ausgewähltem Ereignis ergeben sich Vor- oder Nachteile, unterschiedliche Spieltaktiken sind kaum möglich. Insofern wird der Gewinner nur aus seinem Glück gegenüber dem Zufallsgenerator ermittelt.